# Olha Quem Dança
Olha Quem Dança foi um talent show da RTP1 com a apresentação de Sílvia Alberto. Neste programa, 14 pares de dançarinos entram em competição e apenas um será o grande campeão de dança.
A novidade está no facto de se tratar de uma competição de dança, na qual bailarinos profissionais se vão juntar a um dos seus pais, bailarinos amadores.
O primeiro programa apresentou os 14 concorrentes: os homens dançaram com as suas mães, e as mulheres dançaram com os seus pais.
O júri composto por, Marco de Camilis, João Baião, Vítor Fonseca e Catarina Avelar, teve de votar, em uma nota de 1 a 20 pontos, os 2 pares com menos votos ficaram a voto do público e um sairá na própria noite.

## Galas
Pontuações da Última Gala - Gala VII
- Vanda & Francelino - 76
- Jonas & Rosa Maria - 73
- Filipe & Cláudia - 72
- Mónica & José Brás - 70
- Pedro & Ana - 68
- Miguel Ângelo & Dina - 67

### Nomeados
- Fábio & Fátima - 64
- Cátia & Mário - 63